# 朱見𣹲
順昌恭懿王朱見𣹲（1484年—1543年），是明朝淮康王朱祁銓嫡第六子，明仁宗之曾孫。明朝第一代順昌王。

## 生平
弘治九年（1496年）十一月，朱見𣹲獲明孝宗冊封為順昌王，弘治十七年（1504年）十二月，朝廷冊封典仗胡世祿的女兒為順昌王妃。
正德三年（1508年）八月，朱見𣹲违反祖训，以迎敕為借口，离开饶州府城游玩，事后又担心遭到严惩，乞求侄淮王朱祐棨赦免他，朱祐棨为此责备王府教授不能规劝朱見𣹲，守巡官得知后，将此案上报给明武宗，明武宗下令将朱見𣹲的随从逮捕治罪。
嘉靖五年（1526年）五月二十五日晚上，有猛虎闯入饶州城内朱見𣹲的王府，但该老虎随后遭到扑杀。
嘉靖二十二年（1543年），朱見𣹲逝世，时年60岁，朝廷赐谥号恭懿，安葬于饶州府城城北六十里花桥宝胜寺山（今鄱阳县游城鄉）。三年后，庶长子朱祐樅袭封为第二代顺昌王。

## 子孫
- 庶長子：鎮國將軍→順昌王朱祐樅[8]
  - 庶長子：鎮國將軍→順昌王朱厚熍[9][10]
    - 庶長子：順昌王朱載圭[11]，一作「載𡉐」[12]
    - 第二子：朱載埞[12]
    - 第三子：朱載𡋕[12]

  - 第二子：鎮國將軍朱厚㷮[10]
    - 第一子：朱載⿰秀隹[12]

## 評價
敬順事上（恭），温柔賢善（懿）。